# Logia Alona
La Logia Alona fue una la logia masónica de la ciudad de Alicante.
Empezó su andadura en 1870, siendo la primera Logia creada en la ciudad de Alicante, y la segunda en la provincia, tras una fundada en Elche.
El desarrollo de esta logia fue espectacular, llegando a contar en 1878 con 185 miembros activos, (el total de afiliados en sus primeros años supera los 235) de los cuales 109 fueron iniciados en poco más de dos años (1876-1878), y estableció talleres filiales en diferentes poblaciones de la provincia, como Aspe, (logia Aspis n.º120), Crevillente (logia Espírita n.º123 / 26), Elche (logia Ilicitana n.º124), Dolores (logia Razón n.º 125 –de efímera vida, pues en octubre de 1878 ya había abatido columnas), Villena (logia Amor 126 / 28), Petrel (logia Consuelo n.º 128 12-10-1883, logia Consuelo n.º 138), Monóvar (logia Amistad n.º 135 –1878-1880-), Tibi (logia Unión -n.º137 /32 en 1881-) entre 1877 y 1878, además de producirse gestiones en Onil, Rojales y Torrevieja (donde posteriormente aparece la logia Armonía n.º 327)
Varios factores influyeron decisivamente en este crecimiento. En primer lugar, conviene destacar que en 1876 fue elegido Gran Maestre del Gran Oriente de España, Práxedes Mateo Sagasta, jefe del partido liberal, con el consiguiente prestigio que esto debió suponer para todos los establecimientos masónicos auspiciados bajo esta obediencia. 
Por otra parte, determinados sectores republicanos que la Restauración  había dejado fuera de la vida política, y muy influenciados por el hecho de que los principales dirigentes republicanos alicantinos: José Ausó y Monzó, Carreras, Amando Alberola Alberola y, muy especialmente, Eleuterio Maisonnave, -iniciados en la Logia Alona en 1876-, vieron en la masonería una institución que, por sus especiales características, bien podía servir para la propagación de sus ideales y para la reunión y contactos entre sus simpatizantes.
La expansión en la provincia se hizo, en palabras de Eleuterio Maisonnave, Orador de la logia Alona en 1878, “valiéndose de los amigos particulares de las localidades” donde se fueran a instalar las logias, lo que, por ejemplo podemos observar claramente en Crevillente, con la iniciación de buena parte del comité local de los republicanos posibilistas
Por problemas internos de la Obedicencia masónica, la Logia Alona entró en una crisis que hizo que desapareciese en 1878.
En la primavera de 1903, un grupo de treinta masones deciden refundarla, pero solo dura tres años hasta que definitivamente abate columnas. Algunos de sus miembros siguieron su actividad masónica en la Logia Constante Alona.

## Miembros históricos
- Eleuterio Maisonnave, Pericles
- Manuel Ausó y Monzó
- Amando Alberola, Calvo Asensio[1]
- Enrique Carratalá Utrilla, Atila
- Rafael Estela Chaqués, Platón
- Godofredo García-Pujol Calamarte, Neptuno